# Lázně Poděbrady
Lázně Poděbrady je akciová společnost poskytující lázeňskou péči v Poděbradech. Lázně jsou známé léčbou onemocnění srdce (stavy po kardiochirurgických výkonech, po srdečním infarktu, angina pectoris, chronická ischemická choroba srdeční), díky čemuž se ujalo heslo „Na srdce jsou Poděbrady“. Léčí se zde také choroby látkové výměny, cukrovka, obezita, nebo pohybové ústrojí.

## Historie
Na počátku 20. století se majitel poděbradského panství Arnošt Filip Hohenlohe ze Schillingsfürstu snažil najít pramen pitné vody pro Poděbrady. V roce 1905 pozval do Poděbrad pruského statkáře a proutkaře barona Büllowa z Bothkampu. Ten označil místo pramene. Dne 1. srpna 1905 vytryskl z vrtu na nádvoří poděbradského zámku z hloubky 96,7 metrů silný pramen minerální vody. V roce 1907 byly vyvrtány tři veřejné prameny (Bülowův, Hohenlohe a Charicléa). V roce 1908 byly založeny poděbradské lázně. V roce 1919 lázně od města převzala nově vzniklá akciová společnost.
1. května 1992 byla ustanovena akciová společnost Lázně Poděbrady.

## Vědecká rada
Na kvalitu lázeňské péče dohlíží od roku 1997 Vědecká rada Lázní Poděbrad sestavená z odborníků z oblasti kardiologie, diabetologie, fyziologie a ortopedie. Zakladatelem a předsedou odborného kolegia byl Milan Šamánek. Cílem rady je zavádění nových diagnostických a léčebných metod do lázeňské péče, kontrola odborné úrovně a garance vysokého standardu lázeňské léčby.

### Současné složení rady
- prof. MUDr. Michael Aschermann, DrSc., předseda odborného kolegia
- prof. MUDr. Michal Anděl, CSc.
- prof. MUDr. Richard Češka, CSc.
- prof. MUDr. Jan Harrer, CSc.
- prof. MUDr. Jan Pirk, DrSc.
- MUDr. Štěpán Černý, CSc.
- prof. MUDr. Petr Neužil, CSc.
- prof. MUDr. Miloš Táborský, Ph.D., FESC, FACC, MBA
- prof. MUDr. Martin Krbec, CSc.

## Lázeňské budovy
| - Hotel Bellevue Tlapák - Hotel Libenský - Hotel Zámeček - Hotel Zimní lázně - Hotel Libuše - Hotel G-REX - Hotel Chariclea - Centrum časné rehabilitace po kardiochirurgických operacích - Lázeňská lékárna - Lázeňská poliklinika – Centrální a letní lázně - Léčebna Dr. L. Filipa - Ortopedické rehabilitační centrum Máj - Galerie Ludvíka Kuby Poděbrady - Kavárna Viola - Kavárna Hodiny - Modrý salónek v Hotelu Zámeček | - Zimní kolonáda - Letní kolonáda - Libenského kolonáda - Kolonáda přátelství a umění - Kongresové centrum Lázeňská kolonáda - Kongresové centrum Hotelu Zámeček - Restaurace Swiss - Restaurant Hotel Zámeček - Restaurant Hotel Libenský - Ristorante Pasta & Risotto - Restaurant Hotel Libuše - Čistírna a prádelna |  |

## Fotogalerie

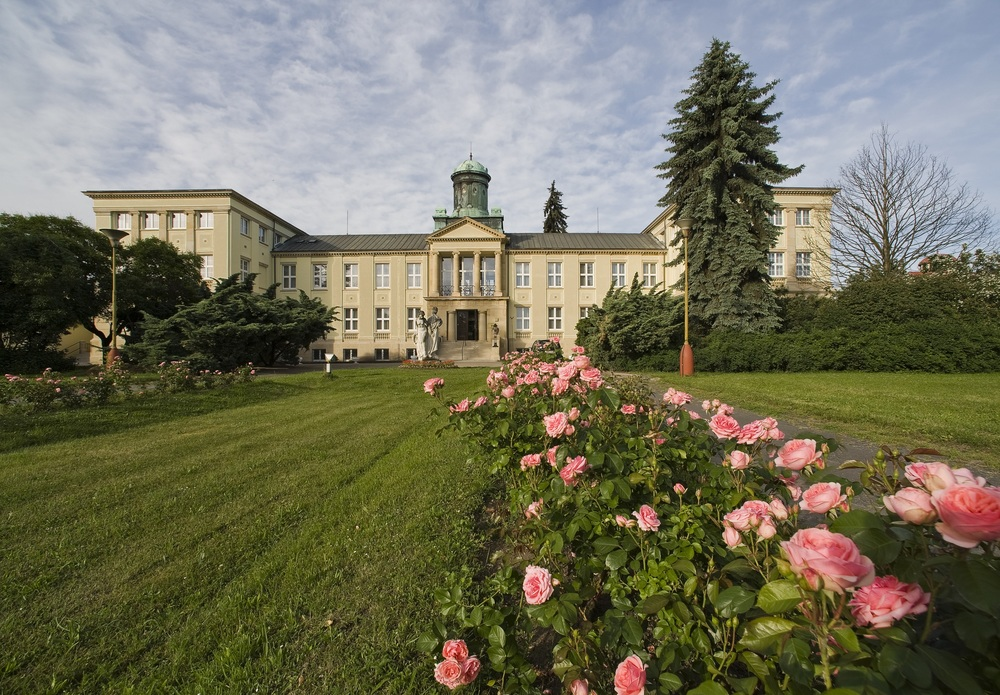
Hotel Zámeček
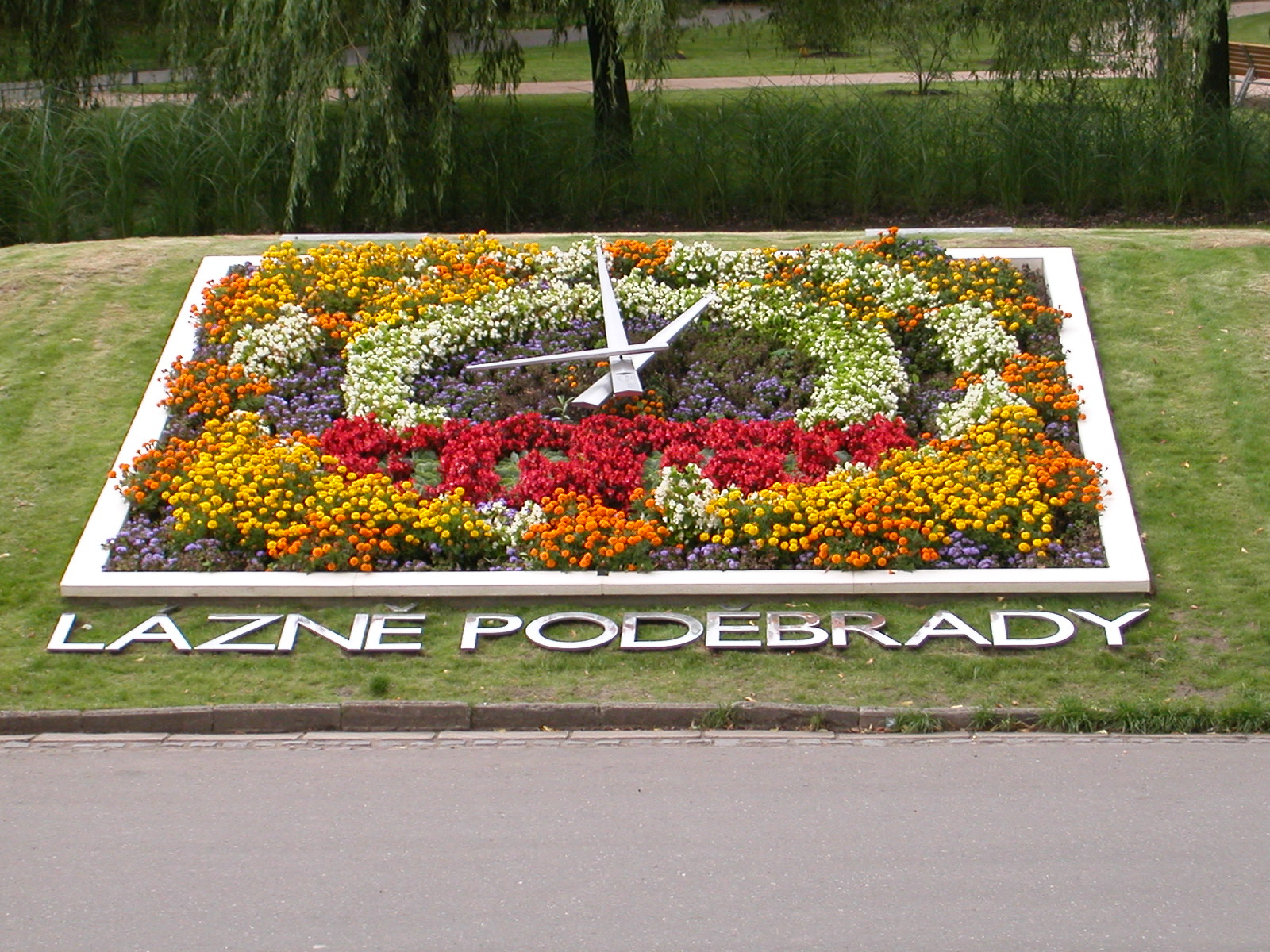
Květinové hodiny
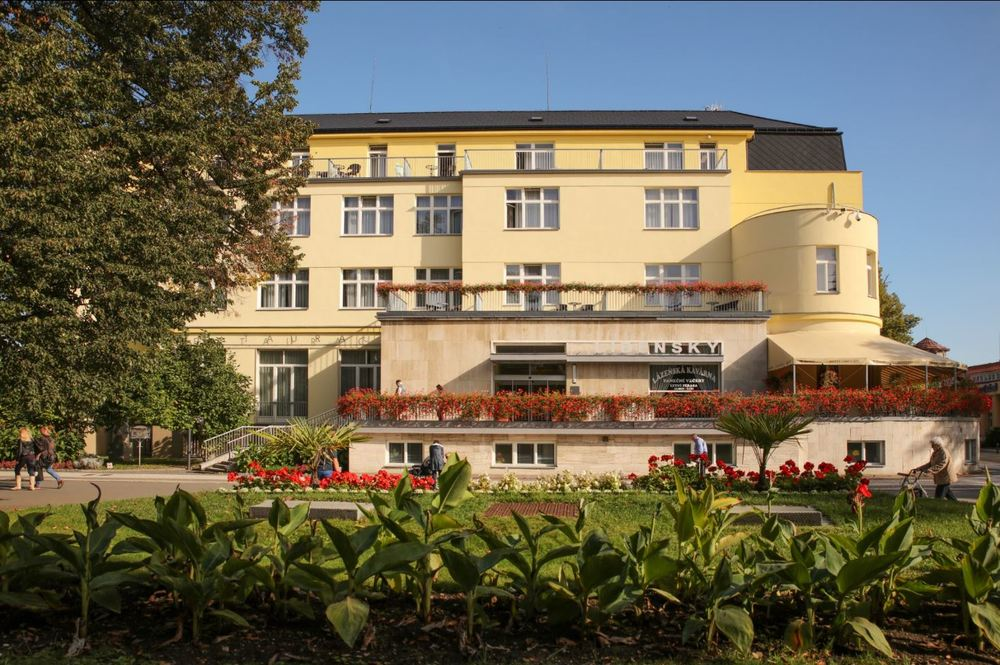
Hotel Libenský
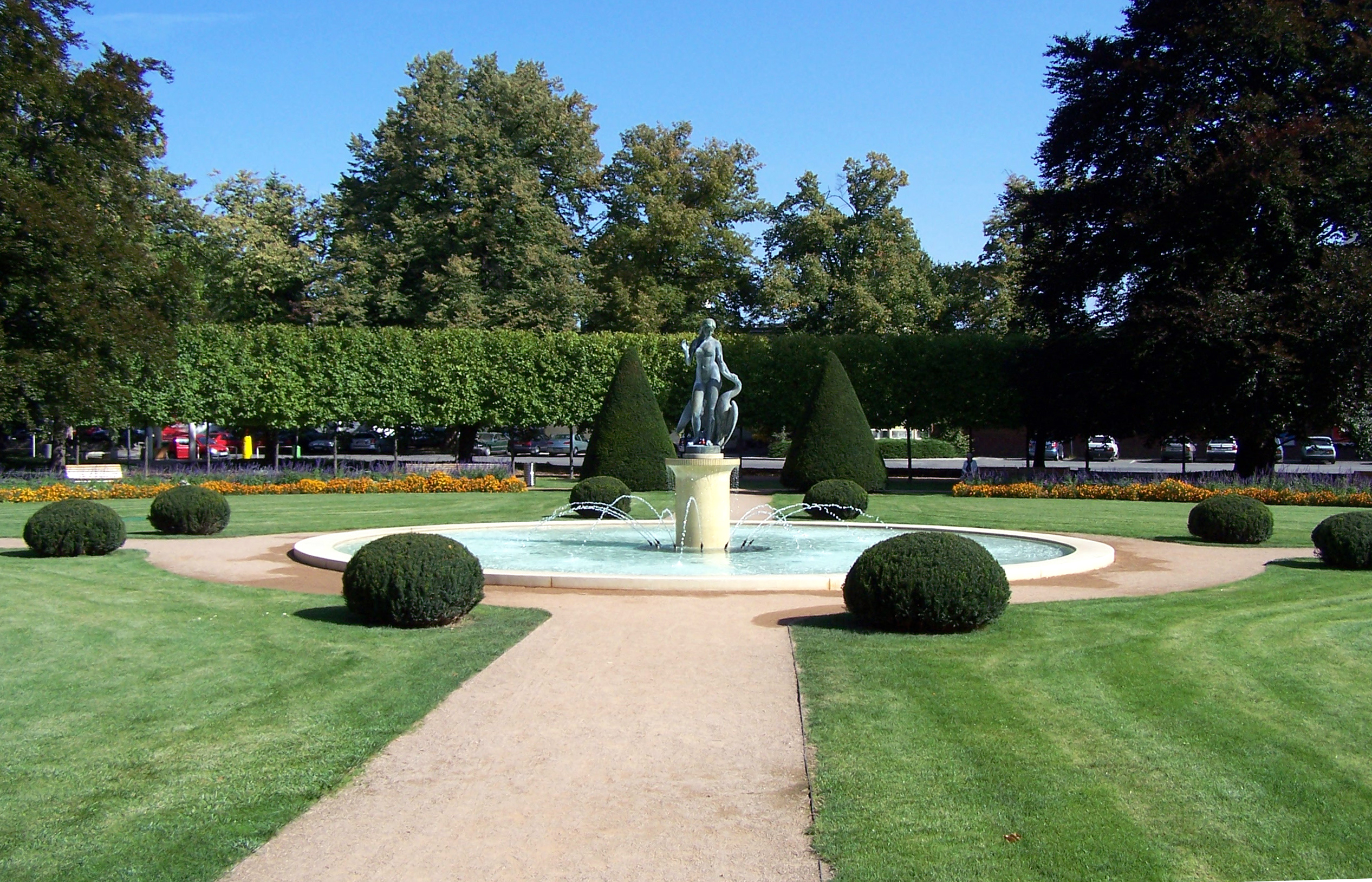
Fontána Léda s labutí od Břetislava Bendy
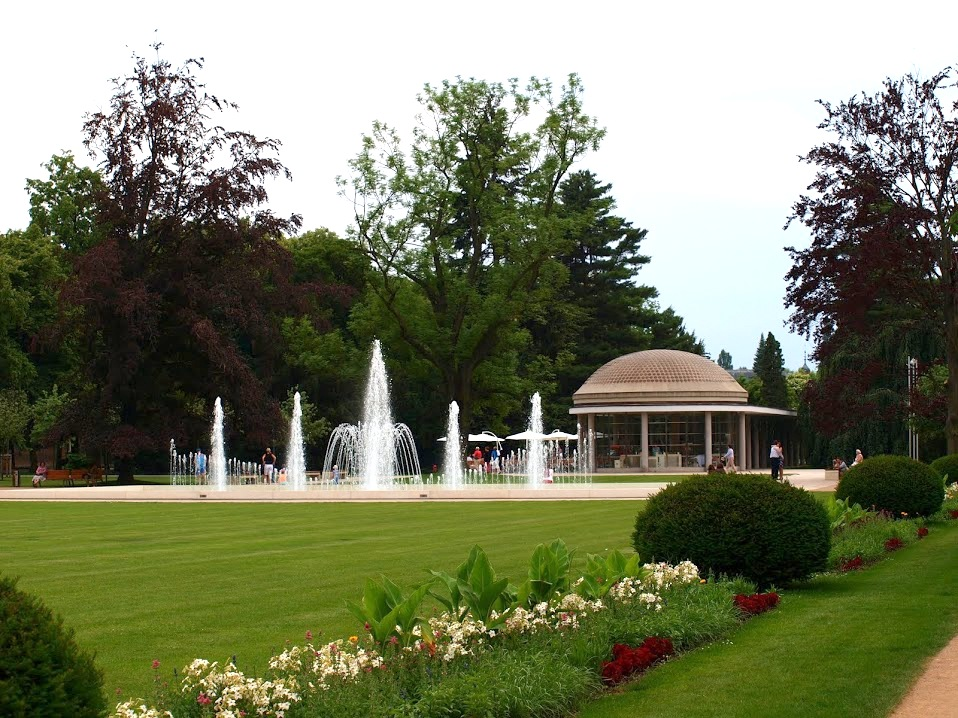
Libenského kolonáda
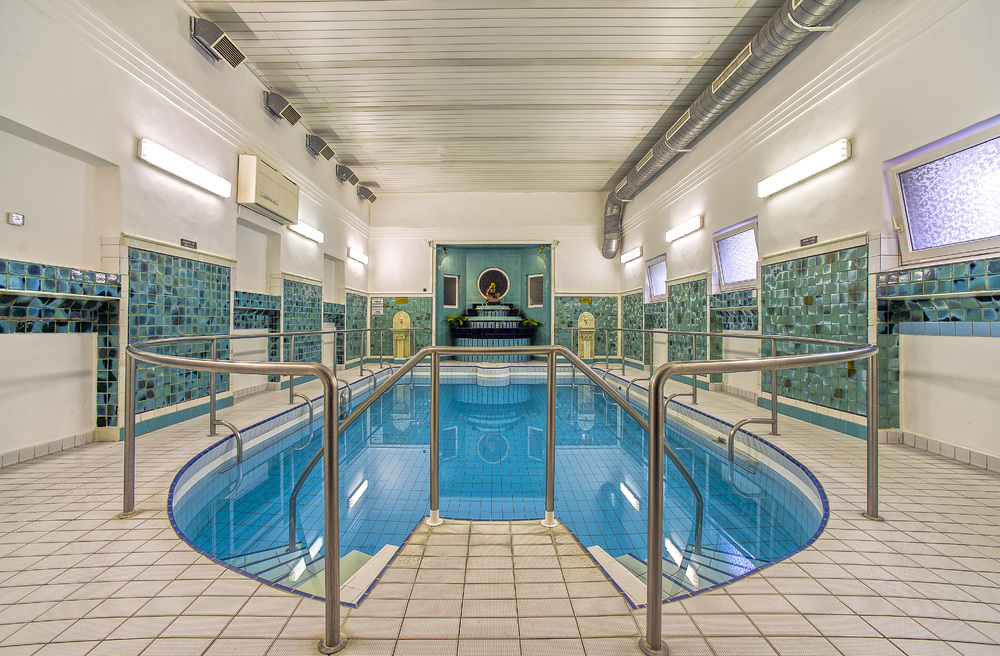
Bazén v Zimních lázních
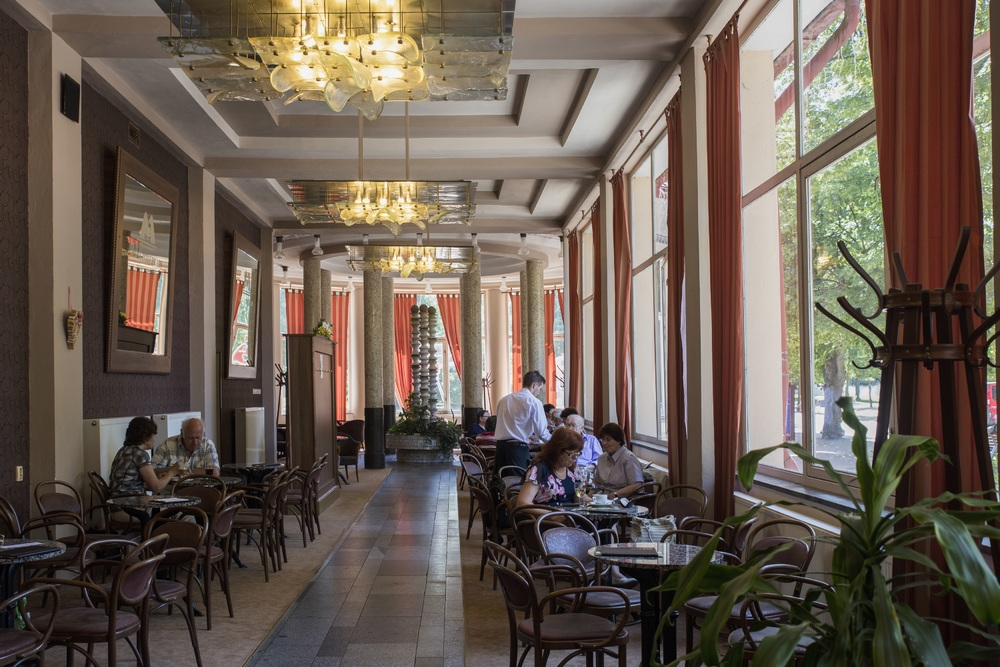
Kavárna Viola
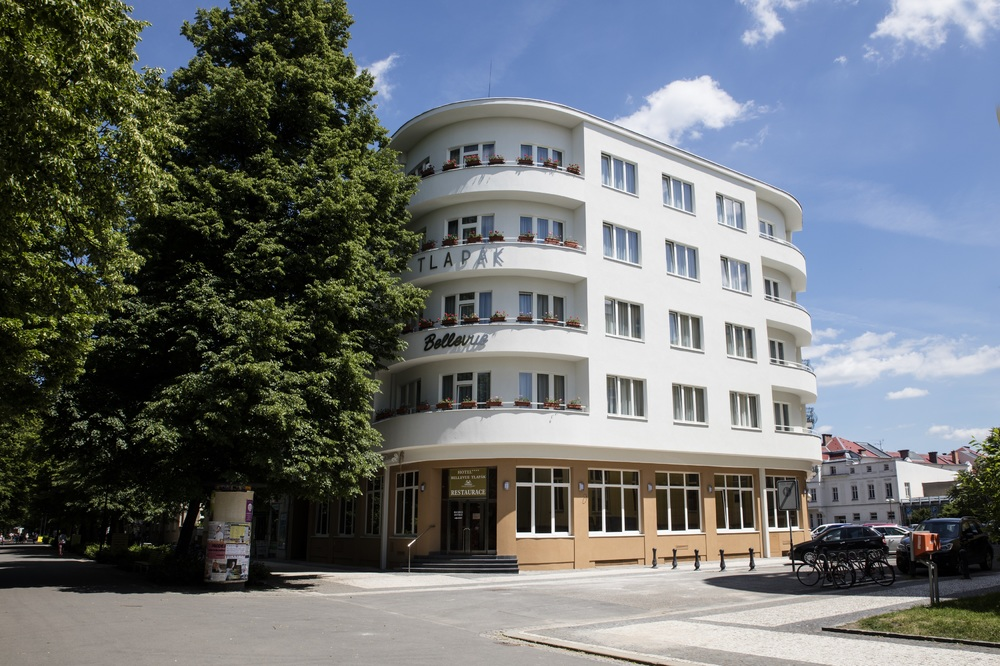
Hotel Bellevue Tlapák
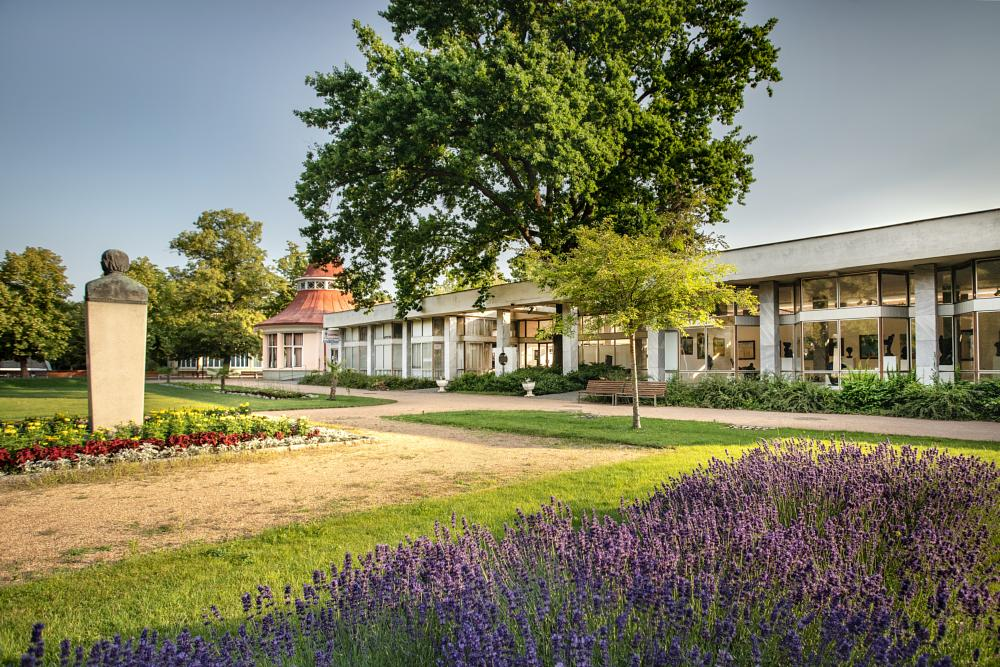
Galerie Ludvíka Kuby Poděbrady
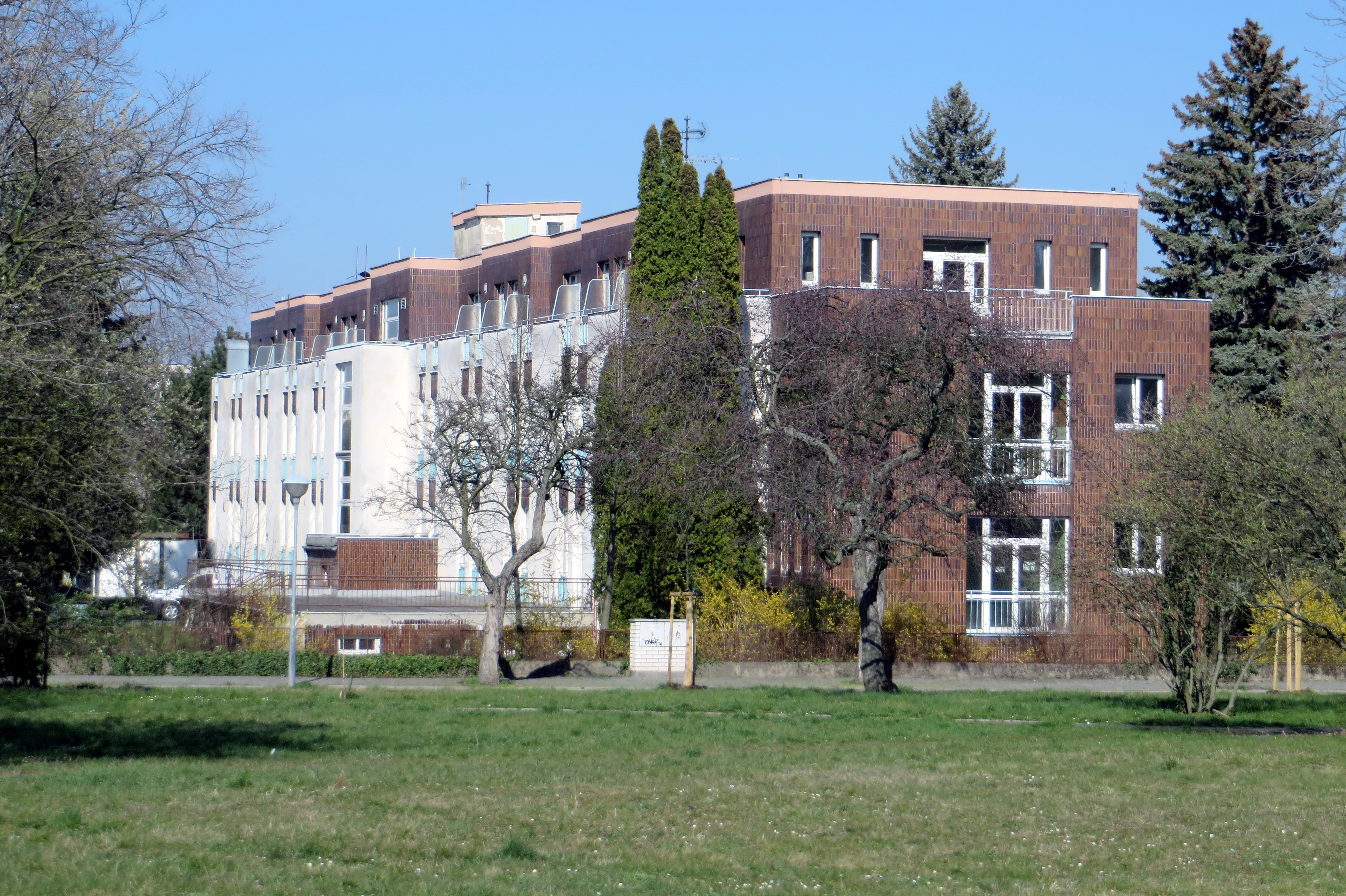
Rehabilitační centrum Máj
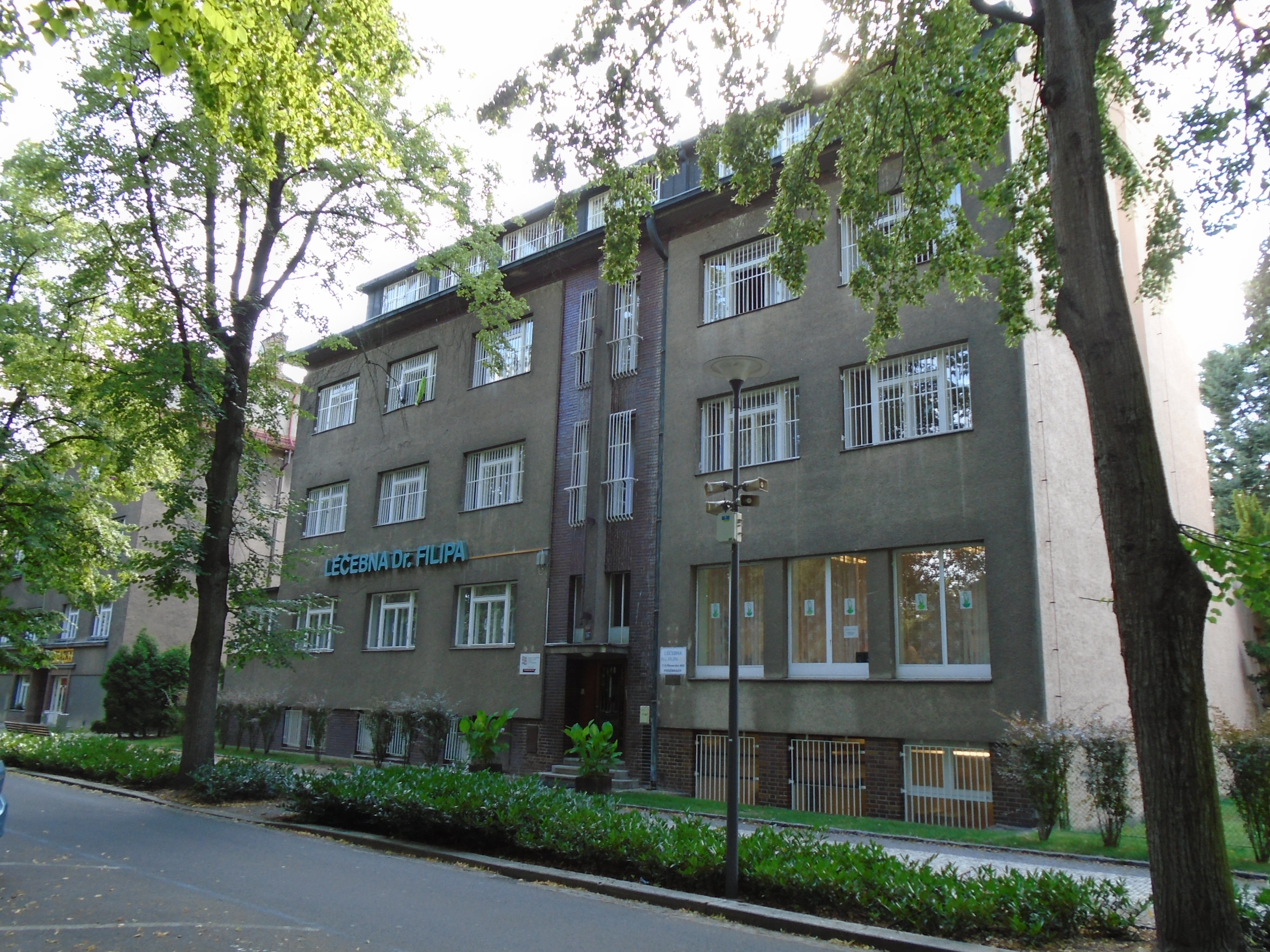
Léčebna Dr. Filipa

### Archivní prameny
- POLABSKÉ MUZEUM — Fond Lázně Poděbrady (1924–1980)
- SOA NYMBURK — Československé státní lázně Poděbrady (č. f. 174) (1904–2003)
- SOA PRAHA — Podpůrný fond zaměstnanců československých lázní a zřídel Poděbrady (č. f. 2724) (1952–1956)
- SOA PRAHA — Léčebný fond veřejných zaměstnanců v Praze (č. f. 2725)
- SOA PRAHA — Československé státní lázně Poděbrady, lázeňská organizace (1956,1963–1983)

#### Oficiální stránky
- Oficiální stránky
- Lázně Poděbrady na Facebooku
- Lázně Poděbrady na X (dříve Twitteru)
- Lázně Poděbrady na YouTube

#### Rozhlasové pořady
- Radioporadna s lékařským ředitelem Vítem Mařatkou
- Odpoledne s Dvojkou z Lázní Poděbrady
- Prameny zdraví aneb Naše lázně z Lázní Poděbrady
- Po Česku z Lázní Poděbrady Archivováno 8. 4. 2011 na Wayback Machine.
- Putování po Středních Čechách z Lázní Poděbrady
- Host do domu s ředitelem Josefem Rambouskem
- K Věci s ředitelem Petrem Valentou